# Kombinacja norweska na Zimowych Igrzyskach Olimpijskich Młodzieży 2024
Zawody w kombinacji norweskiej na Zimowych Igrzyskach Olimpijskich Młodzieży 2024 odbyły się w dniach 29-31 stycznia 2024 r. Zawodnicy rywalizowali w trzech konkurencjach: mężczyźni w skokach na normalnej skoczni/biegu na 6 km, kobiety w skokach na normalnej skoczni/biegu na 4 km i sztafecie mieszanej. Zawody odbyły się w południowokoreańskim Gangwon.

## Terminarz
| Data             | Konkurencja                                          | Złoto                                                                       | Srebro                                                                  | Brąz                                                                   |
| ---------------- | ---------------------------------------------------- | --------------------------------------------------------------------------- | ----------------------------------------------------------------------- | ---------------------------------------------------------------------- |
| 29 stycznia 2024 | Konkurs indywidualny mężczyzn (Gundersen HS109/6 km) | Andreas Gfrerer                                                             | Manuel Senoner                                                          | Jonathan Gräbert                                                       |
| 29 stycznia 2024 | Konkurs indywidualny kobiet (Gundersen HS109/4 km)   | Minja Korhonen                                                              | Teja Pavec                                                              | Tia Malovrh                                                            |
| 31 stycznia 2024 | Sztafeta mieszana (HS109/4x3,3 km)                   | Finlandia Eemeli Kurttila · Heta Hirvonen · Minja Korhonen · Peter Räisänen | Słowenia Aljaž Janhar · Tia Malovrh · Teja Pavec · Lovro Percl Seručnik | Włochy Bryan Venturini · Giada Delugan · Anna Senoner · Manuel Senoner |

## Wyniki mężczyzn

### Gundersen HS109/6 km
29 stycznia
|     | Andreas Gfrerer  | Austria    | 13:23,1 |
|     | Manuel Senoner   | Włochy     | +24,3   |
|     | Jonathan Gräbert | Niemcy     | +45,1   |
| 4.  | David Liegl      | Austria    | +45,4   |
| 5.  | Johann Unger     | Niemcy     | +1:00,1 |
| 6.  | Lukáš Doležal    | Czechy     | +1:00,7 |
| 7.  | Eemeli Kurttila  | Finlandia  | +1:20,0 |
| 8.  | Finn Kempf       | Szwajcaria | +1:37,6 |
| 9.  | Erik Leiråmo     | Norwegia   | +1:55,3 |
| 10. | Kacper Jarząbek  | Polska     | +1:59,6 |
| ... |                  |            |         |
| 19. | Piotr Nowak      | Polska     | +3:22,7 |

## Wyniki kobiet

### Gundersen HS109/4 km
29 stycznia
| Pozycja | Zawodniczka     | Narodowość | Czas    |
| ------- | --------------- | ---------- | ------- |
|         | Minja Korhonen  | Finlandia  | 10:02,7 |
|         | Teja Pavec      | Słowenia   | +47,2   |
|         | Tia Malovrh     | Słowenia   | +1:11,3 |
| 4.      | Heta Hirvonen   | Finlandia  | +1:26,8 |
| 5.      | Ingrid Laate    | Norwegia   | +2:11,2 |
| 6.      | Giada Delugan   | Włochy     | +2:13,9 |
| 7.      | Jui Yamazaki    | Japonia    | +2:18,6 |
| 8.      | Romane Baud     | Francja    | +2:23,0 |
| 9.      | Yuzuka Fujiwara | Japonia    | +2:33,0 |
| 10.     | Anna Senoner    | Włochy     | +2:43,8 |

## Zawody mieszane

### Sztafeta HS109/4x3,3 km
31 stycznia
| Pozycja | Państwo           | Zawodnicy                                                               | Czas    |
| ------- | ----------------- | ----------------------------------------------------------------------- | ------- |
|         | Finlandia         | Eemeli Kurttila Heta Hirvonen Minja Korhonen Peter Räisänen             | 34:09,2 |
|         | Słowenia          | Aljaž Janhar Tia Malovrh Teja Pavec Lovro Percl Seručnik                | +14,4   |
|         | Włochy            | Bryan Venturini Giada Delugan Anna Senoner Manuel Senoner               | +23,2   |
| 4.      | Austria           | David Liegl Katharina Gruber Clara Mentil Andreas Gfrerer               | +34,8   |
| 5.      | Norwegia          | Sverre Kumar Lundeby Nora Helene Evans Ingrid Laate Erik Leiråmo        | +1:08,6 |
| 6.      | Francja           | Lubin Martin Romane Baud Marion Droz Vincent Luc Balland                | +1:33,1 |
| 7.      | Japonia           | Ruka Kudo Yuzuka Fujiwara Jui Yamazaki Kōtarō Kubota                    | +1:36,9 |
| 8.      | Niemcy            | Johann Unger Mara-Jolie Schlossarek Sofia Eggensberger Jonathan Gräbert | +1:51,2 |
| 9.      | Stany Zjednoczone | Anders Giese Kai McKinnon Ella Wilson Arthur Tirone                     | +3:41,1 |
| 10.     | Czechy            | Lukáš Doležal Karolína Horká Natálie Nejedlová Jan Kabeláč              | +5:25,5 |